# Патриотическое объединение «Грюнвальд»
Патриотическое объединение «Грюнвальд» (пол. Zjednoczenie Patriotyczne «Grunwald», ZP «Grunwald»; ПО «Грюнвальд») — польская национал-коммунистическая организация 1980-х и первой половины 1990-х годов. Выступало с националистических и фактически антисемитских позиций, поддерживало власти ПНР в противостоянии с Солидарностью. Пользовалась поддержкой «фракции бетона» в номенклатуре ПОРП. В Третьей Речи Посполитой прекратило существование, многие активисты примкнули к правонационалистическим и национал-популистским партиям.

## Контекст создания
Польские события 1980 года, массовое забастовочное движение, создание независимого профсоюза Солидарность резко подорвали позиции правящей компартии ПОРП. Власти ПНР постарались мобилизовать в свою поддержку лоялистские общественные движения. При поддержке ортодоксально-консервативного «партийного бетона» стали создаваться организации марксистско-ленинского и национал-коммунистического толка, формально не являвшиеся структурами ПОРП. Наиболее многочисленной и активной организацией такого рода явилось Патриотическое объединение «Грюнвальд».
Учредительное собрание состоялось в Варшаве 14 февраля 1981. Однако датой создания «Грюнвальда» считается 8 марта 1981. В этот день «Солидарность» организовала в Варшавском университете публичное собрание с участием польских учёных еврейской национальности, вынужденных эмигрировать из-за антисемитской кампании 1968 года. На встрече резко критиковался режим Владислава Гомулки, а вместе с ним правление ПОРП в целом. Серьёзную тревогу по этому поводу высказывали министр внутренних дел ПНР Мирослав Милевский и первый секретарь Варшавского комитета ПОРП Станислав Кочёлек: оба увидели в мероприятии «судилище над партией и реабилитацию её противников».
Начальник III департамента МВД ПНР (борьба с антигосударственной деятельностью) полковник Генрик Вальчиньский рапортовал об «инициативе ветеранских кругов, близких к Войску Польскому, по созданию организации, намеренной сдерживать негативные тенденции и поддерживать ПОРП в политической борьбе». По мнению Вальчиньского, «при контроле над безответственными экстремистскими группами организация может оказаться тактически полезной».
Название объединения отсылало к Грюнвальдской битве — историческому событию, которое руководство ПОРП с 1960-х годов использовало в целях военно-патриотической пропаганды.

## Первое выступление
В тот же день учредители ПО «Грюнвальд» провели свою акцию. Около семисот человек собрались у здания Министерства юстиции ПНР, где в 1946—1954 располагалось Министерство общественной безопасности (МОБ). Возглавили митинг известные деятели культуры и науки — Богдан Поремба, Рышард Филипский, Тадеуш Беднарчик, Казимеж Студентович, Юзеф Коссецкий, Вит Гаврак, Божена Кшивоблоцкая. Видную организующую роль закулисно играл партийный журналист Рышард Гонтаж, связанный со Службой безопасности ПНР (СБ).
Собравшиеся почтили память «честных польских патриотов и коммунистов, ставших жертвами террора сионистской клики», резко осудили таких функционеров МОБ и ППР-ПОРП, как Якуб Берман, Роман Замбровский, Роман Ромковский, Юзеф Ружаньский, Мечислав Метковский, Юзеф Святло, Юлия Бристигер. Все они действительно были организаторами и участниками политических репрессий. Некоторые отличались особой жестокостью, за что предстали перед судом в период польской десталинизации. При этом все они были еврейского происхождения и по этому признаку противопоставлялись «честным коммунистам» — этническим полякам.
Первое уличное выступление ПО «Грюнвальд» имело всепольский резонанс. Была показана совместимость партийной лояльности с польским национализмом и антисемитизмом. С другой стороны, националистам-антикоммунистам был продемонстрирован вариант официально допустимой критики ПОРП: через разоблачение «сионистской клики», давно отстранённой от власти. Такая политическая тактика получила название «лицензированный патриотизм».

## Кадры и связи
Наибольший отклик пропаганда ПО «Грюнвальд» встречала среди отставных военных и милиционеров либо националистической творческой интеллигенции. Эти социальные группы определяли руководящий состав и актив организации. Влияния в рабочем классе и крестьянстве «Грюнвальд» не имел, хотя из престижно-символических соображений базировался на столичном металлургическом заводе Хута Варшава.
Председателем Высшего совета ПО «Грюнвальд» был избран генерал бригады в отставке Францишек Цымбаревич — ветеран ВКП(б), ППР и ПОРП, участник Второй мировой войны, тайный сотрудник военной спецслужбы, член руководящих органов Союза борцов за свободу и демократию и Общества польско-советской дружбы. В руководящем органе состояли отставные полковники Здзислав Чесёлкевич, Чеслав Гемборский, Станислав Стемплевский, Владислав Гагуцкий, подполковник Чеслав Гмырек. На прямой связи с СБ находился подполковник Эугениуш Мотыка, функционер армейского политуправления. Тесную связь с «Грюнвальдом» поддерживали комендант Академии внутренних дел полковник Тадеуш Валихновский и заведующий библиотекой Академии Генштаба полковник Збигнев Калишан. Некоторое время ожидалось, что организацию возглавит генерал дивизии Ян Чапля.
Главным публичным лицом «Грюнвальда» выступал популярный кинорежиссёр Богдан Поремба. Генеральным секретарём был профессор социологии Мечислав Тшецяк. Идеологию и пропаганду курировал публицист и социальный кибернетик Юзеф Коссецкий, политическую линию — политолог Эдвард Прус. Видными активистами являлись юрист и экономист Богуслав Рыбицкий, профессор агрономии Роман Морачевский, автор популярных исторических романов Иренеуш Каминьский. В то же время в «Грюнвальде» состояли полковник в отставке Тадеуш Беднарчик — бывший боец Армии Крайовой и экономист Казимеж Студентович — активист католического движения. Оба участвовали в Варшавском восстании, оба были репрессированы при правлении Болеслава Берута.
ПО «Грюнвальд» обладало тесными связями с аппаратом ПОРП. Организация откровенно ориентировалась на лидера польских национал-коммунистов Мечислава Мочара — отстранённого при Гереке и в 1980 возвращённого в Политбюро. Однако Мочар избегал публичного сближения с «Грюнвальдом». Наиболее дружественные отношения сложились с членом Политбюро Альбином Сиваком, практически полным единомышленником «Грюнвальда». Организационное содействие оказывал Кочёлек, обеспечивший связь «Грюнвальда» с марксистско-ленинским клубом Варшава 80. В Познани руководителеи регионального отделения «Грюнвальда» был директор завода Ян Маерчак, близкий к Тадеушу Грабскому. Главными же политическими покровителями и кураторами являлись член Политбюро секретарь ЦК и министр иностранных дел Стефан Ольшовский (один из ведущих лидеров «партийного бетона») и заведующий идеологическим отделом ЦК Валерий Намёткевич (бывший личный секретарь Гомулки). Сам Ольшовский отмечал роль Милевского. Особым направлением были тесные связи «Грюнвальда» с СБ, некоторые активисты являлись информаторами и агентами госбезопасности, проходившими в отчётности под кодовыми шифрами. Установление таких контактов упрощалось большим количеством в организации отставных офицеров милиции.
Первые лица ПОРП — сначала Станислав Каня, потом Войцех Ярузельский — относились к ПО «Грюнвальд» с определённой настороженностью. Заботясь о международном имидже, они опасались обвинений в антисемитизме. Враждебны были отношения «грюнвальдовцев» с «либеральным» крылом ПОРП — прежде всего вице-премьерами Мечиславом Раковским и Мечиславом Ягельским. В пользу «Грюнвальда» высказывался перед Ярузельским его доверенный помощник Михал Янишевский.
В порядке саморекламы ПО «Грюнвальд» оглашало непомерно завышенные цифры участников — сто и даже двести тысяч. Реально действующих членов насчитывалось около 1,2 тысячи человек. Но это значительно превышало численность марксистско-ленинских клубов.

## Идеи и конфликты
Идеология ПО «Грюнвальд» продолжала национал-коммунизм Гомулки, фракционные линии «натолинцев» и в особенности «партизан» Мочара. Принципы коммунистической идеологии, социально-экономическая система и политический строй ПНР, правящее положение ПОРП не ставились под сомнение. В программной декларации ПО «Грюнвальд» выражалась приверженность социалистическим основам ПНР, руководящей роли ПОРП, нерушимости союза с СССР и Варшавского договора. Но предлагалось привести политику компартии в соответствие с традицией польского национализма. Характерно было акцентирование патриотизма, призывы воспитывать достоинство польской молодёжи, признание важной роли католической церкви, оказание почёта и уважения польским героям минувших эпох.
Декларация формально осуждала любой шовинизм, в том числе антисемитизм. Но особый упор делался на осуждении сионизма с апелляцией к резолюции ООН, объявлявшей сионизм «формой расизма». Ставилась задача «защиты доброго имени поляков от обвинений в антисемитизме». Указывалась также на опасность немецкого реваншизма.
Доктрина ПО «Грюнвальд» была пронизана антизападными мотивами. Национал-патриотизм отождествлялся с консервативной приверженностью патерналистскому государству. Коммунистический режим подавался как гарант польской независимости. Историческими противниками Польши объявлялись Западный мир и еврейская община (даже жестокость польских помещиков Средневековья объяснялась влиянием еврейских финансистов) — причём эти понятия мало различались. В этой связи «Грюнвальд» критиковал политику Эдварда Герека 1970-х — за «пагубное сближение с Западом» и «влезание в долговую кабалу».
ПО «Грюнвальд» являлось непримиримым противником «Солидарности» (несмотря на декларированную поддержку «возрождающемуся профсоюзному движению»). Независимый профсоюз понимался как сила расшатывающая государство, подрывающая власть партии, насаждающая «чуждые ценности». Жёстко критиковалось «засилье в „Солидарности“ варшавских советников» — деятелей КОС-КОР, часто еврейской национальности. Особенно яростной критике подвергались Яцек Куронь, Адам Михник, Бронислав Геремек. В пропаганде «Грюнвальда» проводились абсурдные линии политической преемственности от Бермана к Михнику (при этом использовался факт родства Адама Михника с военным судьёй Стефаном Михником, участником политических репрессий берутовско-бермановских времён).
Со своей стороны, «Солидарность» тут же распознала в «Грюнвальде» идейно-политического противника. Один из руководителей Мазовецкого профцентра Виктор Кулерский отмечал, что «„Грюнвальд“ переводит внимание общества на нескольких избранных преступников, отводя его от сценаристов и режиссёров преступлений, которые по сей день пользуются плодами кровавой жатвы». Збигнев Буяк издал листовку с призывом «противостоять провокационной антисемитской кампании». Запрета ПО «Грюнвальд» как «наследников фашистского Национально-радикального лагеря» требовал Адам Шафф.
Первый съезд ПО «Грюнвальд» в 1981 году проходил в два этапа — 4-5 июля в Ольштыне и 11 октября в Варшаве. Первая дата пришлась на 40-летие нацистского погрома в Кельце. В связи с этим Стефан Ольшовский особо предостерегал Богдана Порембу не давать поводов для обвинений в антисемитизме. Однако на обоих этапах съезда замечались антисемитские выступления и листовки. Главой организации был избран Поремба, что привело к конфликту с Цымбаревичем и Чесёлкевичем. Фактически произошёл раскол и возникли две структуры «Грюнвальда» — «интеллигентская» и «военная». При этом концептуальных различий между ними не отмечалось.

## Эволюция и оценки
ПО «Грюнвальд» поддержало введение военного положения и репрессии против «Солидарности». Но именно в этот период значительно снизилась его политическая активность. Военный совет национального спасения и правительство Ярузельского старались не допускать самостоятельности своих политических союзников. Кроме того, со второй половины 1980-х были выведены из партийно-государственного руководства покровители организации — Сивак, Ольшовский, Кочёлек, Милевский, Намёткевич. В самой организации продолжался раскол, в июле 1982 сторонники Цымбаревича провели свой съезд. Обе стороны обратились в МВД, где получили выговор за «легкомыслие» и блокирование банковского счёта организации.
От политики «Грюнвальд» перешёл в основном к просветительской деятельности. Идеологически происходила эволюция в направлении довоенных правых националистов Польши. Установилось сотрудничество с подпольным издательством Unia Nowoczesnego Humanizmu, которое публиковало сочинения таких авторов, как Енджей Гертых и Роман Дмовский. Служба безопасности отмечала тенденцию к выходу из-под контроля, некоторым активистам давались жёстко негативные оценки.
После событий 1989 года и смены общественно-политического строя Польши ПО «Грюнвальд» формально продолжало существовать. В Третьей Речи Посполитой активисты «Грюнвальда» примыкали к националистическим и популистским структурам — Партии X Станислава Тыминьского, Самообороне Анджея Леппера. Тадеуш Беднарчик учредил Национальную партию «Отчизна», в которую вступил Альбин Сивак. Беднарчик и Эдвард Прус стали журналистами Радио Мария. Все они активно выступали против присоединения Польши к Евросоюзу, враждебно позиционировались в отношении объединённой Германии и украинского национализма.
Официально о роспуске ПО «Грюнвальд» было объявлено в 1995, после полуторадесятилетнего существования. В современной Польше политические оценки организации в основном негативны. Однако праворадикальные националисты симпатизируют «Грюнвальду», подчёркивают, что идеи организации основывались не на коммунизме, а на национализме.